# Marcaje de complemento
El marcaje de complemento es un recurso morfosintáctico que usan ciertas lenguas para distinguir el núcleo de un sintagma del complemento sintáctico de dicho núcleo, marcando morfológicamente el complemento. Es decir, en las lenguas con marcaje de complemento el núcleo se reconoce porque es la palabra no marcada de la relación, esto contrasta con el marcaje de núcleo, donde el núcleo es la palabra que tiene la marca especial. 
En tipología se dice que una lengua es de marcaje de complemento cuando este recurso morfosintáctico se usa extensivamente y predomina sobre otros medios alternativos. Sin embargo, muchas lenguas junto con el marcaje de núcleo disponen de procedimientos alternativos, por lo que sólo unas pocas lenguas son puramente de marcaje de núcleo.
Un ejemplo muy claro de lengua con marcaje de complemento es el japonés, donde cada parte de la oración suele marcarse según su función (tópico, sujeto, objeto, complemento), mientras que el verbo está totalmente libre de marcas morfológicas que indiquen persona, número, género o cualquier otra propiedad relacionada con los argumentos, como en el siguiente ejemplo:
| 画家    | が      | 絵      | を      | 描いた  |
| gaka    | -ga     | e       | -o      | kaita   |
| artista | -sujeto | pintura | -objeto | dibujar |
Algunos ejemplos menos claros de lenguas predominantemente con marcaje de complemento son el checo, el latín, el tamil y el alemán.
En los sintagmas nominales del español el marcaje de núcleo es desconocido. Cuando hay alguna marca, ésta es una preposición átona unida al complemento del nombre:
[SN [Nuc adicto] [Comp a las drogas] ]
[SN [Nuc taller] [Comp de vidrio] ]